# 婆罗门巴里亚市
婆罗门巴里亚市是孟加拉国婆罗门巴里亚县的首府，亦是孟加拉东部第二大城市。其始建于1769年，为孟加拉国历史最悠久的城市之一。

## 人口
据2011年人口普查，其人口为168636。其中，孟加拉族占比超过95%。

## 语言
其官方语言为孟加拉语，英语亦在当地广泛使用。

## 地理

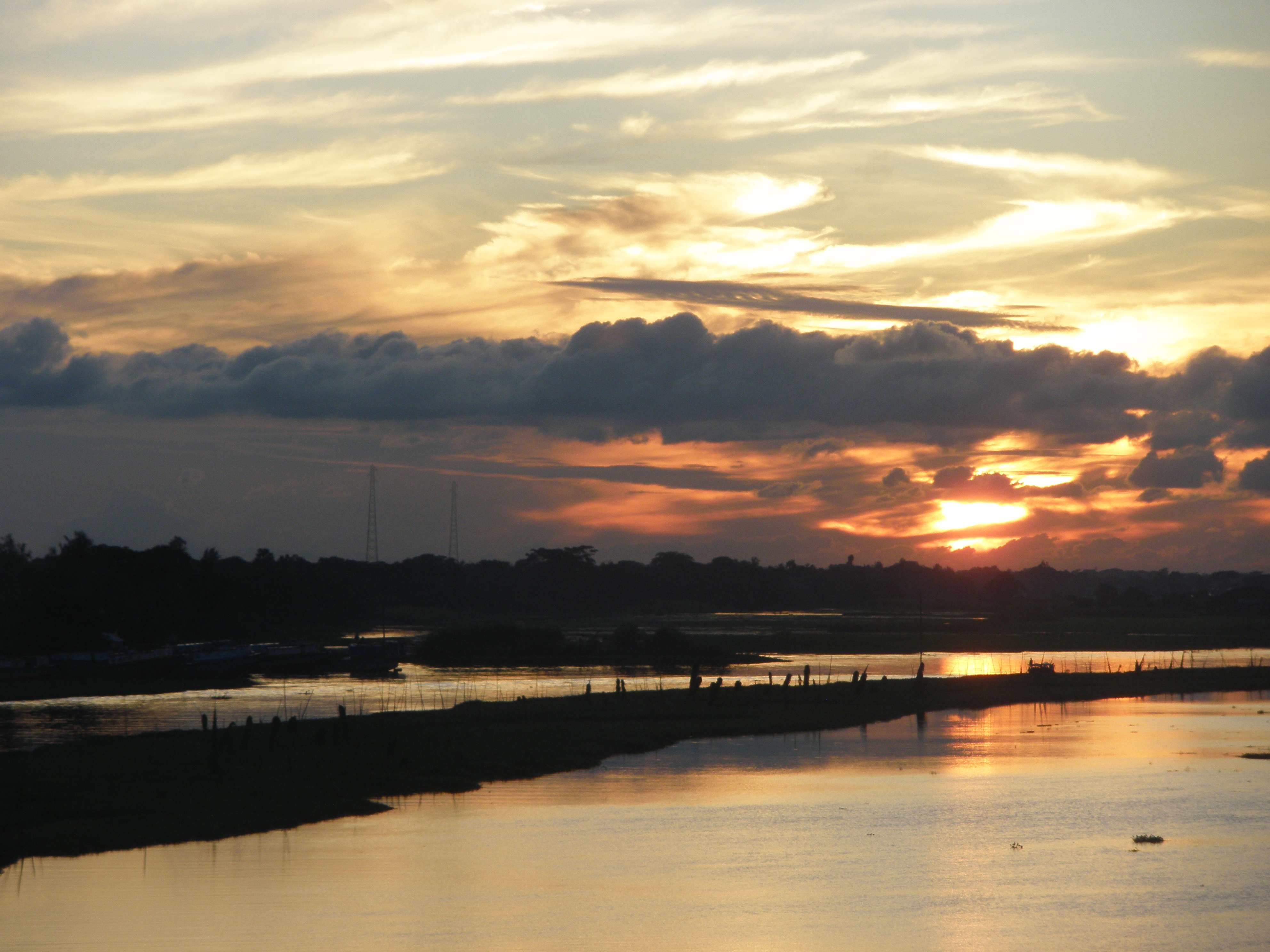
蒂塔斯河

婆罗门巴里亚位于孟加拉国中东部，毗邻达卡、库米拉市、纳拉扬甘杰市及阿加尔塔拉。该市坐落于蒂塔斯河沿岸，梅克納河流经该市西部。